# Distretto di Derik
Il distretto di Derik (in turco Derik ilçesi) è uno dei distretti della provincia di Mardin, in Turchia.